# 스벤 헤딘
스벤 안데르스 헤딘(스웨덴어: Sven Anders Hedin, 문화어: 스웬 안데르스 헤딘, 1865년 2월 19일 ~ 1952년 11월 26일)은 중앙아시아를 탐험한 스웨덴의 탐험가,지리학자이다.

## 생애
독일 베를린 대학교와 스웨덴 웁살라 대학교 대학원과 독일 할레 대학교 대학원에서 지리학을 공부했고, 1893년부터 1930년까지 네 번에 걸쳐 중앙 아시아를 학술탐사하였다. 이 탐사 과정에서 중앙아시아의 타림 분지 동부에서 고대 왕국 누란(樓蘭)의 유적을 발굴해 전 세계의 지리학자들과 역사학자들을 놀라게 했다. 중앙아시아를 탐사하면서 그 당시 서양인들에게는 거의 알려지지 않았던 타클라마칸 사막과 티베트를 탐사하고 지도를 제작하였다.
수많은 다양한 주제의 과학 논문과 여행기 전기 선언문 소설 등의 65권의 책을 출판하였다. 그의 친척이자 법률 자문이었던 에리크 벤네르홀름(Eric Wennerholm)은 헤딘을 다음과 같이 평가했다: "헤딘에 의한 모든 것은 거대하다. 그가 탐사한 높은 산, 광대한 사막, 긴 탐험의 여정, 수많은 저작 그가 그린 수많은 지도, 수많은 훈장 그리고 정치문제에 있어서 판단력의 부족도 그러하다."
일생을 미혼 독신으로 지내는 한편 세계를 탐사하면서 수많은 유명 인사를 만났던 헤딘은 1908년 이토 히로부미의 초청으로 일본 도쿄를 거쳐 대한제국 한성부(서울)를 방문한 적이 있었다. 그 때 대한제국의 마지막 황제인 순종을 만난 적도 있었다. 그러나, 이토 히로부미는 그에게 조선은 곧 일본의 지배를 받을 것이고, 순종은 정치범으로 구금될 것이라고 얘기했다고 한다. 히로부미가 헤딘을 초청한 것은 일본의 조선 지배를 공고히 하려는 정치적 술책으로 평가된다. 헤딘은 훗날 그의 책에서도 고종 태황제와 그의 아들 순종 황제를 구분하지 못했다고 회고하며, 순종에 관련된 서술도 대부분 오류 투성이라 고백하였다.